# Helena Zoll-Adamikowa
Helena Zoll-Adamikowa (Poznań, 1931. március 27. – 2000. szeptember 8.) lengyel régész, egyetemi professzor.

## Élete
1950-ben érettségizett, majd a krakkói Jagelló Egyetemen és a poznańi Adam Mickiewicz Egyetemen végzett régészetet. Witold Hensel volt a diplomatémájának konzulense. 1968-ban doktorált, 1989-ben habilitált. 2000-ben professzorrá nevezték ki.
1950-1953 között asszisztensként, majd 1955-1962 között adjunktusként dolgozott a Krakkói Régészeti Múzeumban. 1962-től haláláig a Lengyel Tudományos Akadémia Régészeti és Etnológiai Intézetének (Instytut Archeologii i Etnologii) munkatársa. Elsősorban a Közép-Európa kora középkori régészetével foglalkozott.
1997-től a Német Régészeti Intézet tagja.

## Művei
- 1966 Wczesnośredniowieczne cmentarzyska szkieletowe Małopolski, cz. I. Źródła. Wrocław-Warszawa-Kraków
- 1971 Wczesnośredniowieczne cmentarzyska szkieletowe Małopolski, cz. II. Analiza. Wrocław-Warszawa-Kraków-Gdańs
- 1975 Wczesnośredniowieczne cmentarzyska ciałopalne Słowian na terenie Polski, cz. I. źródła. Wrocław–Warszawa–Kraków–Gdańsk
- 1979 Wczesnośredniowieczne cmentarzyska ciałopalne Słowian na terenie Polski, cz. II. analiza, wniosky. Wrocław–Warszawa–Kraków–Gdańsk
- 1992 Zur Chronologie der awarenzeitlichen Funden aus Polen. In: K. Godłowski (Ed.): Probleme der relativen und absoluten Chronologie ab Latènzeit bis zum Frühmittelalter. Kraków, 297–315.
- 1996 Awarska ozdoba uprzęży z Lubomi, woj. Katowice,. In: Z. Kurnatowska (Ed.): Słowiańszczyzna w Europie wczesnośredniowiecznej, t. 1. Wrocław, 263–267.